# Kim Chang-ok
Kim Chang-ok (koreanisch 김창옥; geb. 27. Mai 1975) ist eine ehemalige nordkoreanische Marathonläuferin. Sie nahm an den Olympischen Sommerspielen 1996 in Atlanta und 2000 in Sydney teil.

## Leben
Kim Chang-ok wurde als vierte Tochter eines Minenarbeiters geboren. Sie spielt auch Akkordeon.

### Sport
Bei den Asienspielen 1998 in Bangkok errang sie im Marathon die Silbermedaille. Bei den Olympischen Spielen kam sie auf Rang 26, beziehungsweise Rang 28. Außerdem nahm sie am Halbmarathon in Daegu teil und bei der Sommer-Universiade 2001 in Peking errang sie die Bronzemedaille im Halbmarathon.